# Sony Xperia
Xperia là một dòng điện thoại thông minh và máy tính bảng, được sản xuất và thương mại hóa bởi Sony Mobile. Cái tên Xperia được bắt nguồn từ từ tiếng Anh "experience" (trải nghiệm), và được sử dụng lần đầu trong màn ra mắt mẫu máy Xperia X1, "I - Xperia the best".
Sony Mobile trước đây được biết đến dưới tên gọi Liên doanh Sony Ericsson. Năm 2012, Tập đoàn Sony mua lại toàn bộ cổ phần của Ericsson trong liên doanh này và đổi tên thành Sony Mobile. Tuy nhiên mảng di động vẫn tiếp tục thua lỗ nặng nề, rút khỏi thị trường Việt Nam. Đến đầu năm 2020, trang web của Sony Mobile đóng cửa, dòng điện thoại Sony Xperia hiện giờ do mảng sản xuất máy ảnh của Sony sản xuất, có các phiên bản phân khúc cao cấp và tầm trung.
Điện thoại Xperia nổi bật với thiết kế vuông vức, màn hình không khuyết với cạnh trên dưới khá dày. Trong nhiều năm, Sony theo đuổi ngôn ngữ thiết kế Omni Balance. Điều này gây nhàm chán và giảm sức hút của Sony Xperia trên thị trường.
Mẫu Sony Xperia mới nhất là chiếc Xperia 1 IV (mẫu cao cấp) và Xperia 10 IV (mẫu tầm trung).

## Lịch sử
Xperia X1 là chiếc điện thoại đầu tiên của dòng Xperia. Ra mắt năm 2008, nó giới thiệu một màn hình độ phân giải cao nhất nhì thời đó (mật độ điểm ảnh ~311 ppi) và được Sony tham vọng sẽ cạnh tranh sòng phẳng với các tên tuổi lớn lúc bây giờ là HTC và Apple. Chiếc Xperia X2 được ra mắt 1 năm sau đó, bao gồm máy ảnh 8.1 MP, kết nối Wifi và GPS. Một ngoại lệ là chiếc Xperia Pureness, một chiếc điện thoại không có camera được bán ở một số nhà bán lẻ ở một số thành phố. Chiếc Xperia X5 Pureness được dựa trên hệ điều hành độc quyền của Sony Ericsson (OSE).
Chiếc Xperia X10 được ra mắt vào đầu năm 2010. Nó là chiếc Xperia đầu tiên chay hệ điều hành Android, khi các mẫu trước đó chạy trên hệ điều hành Windows Mobile và cho thấy doanh số không hiệu quả. X10 được đánh gia cao vì thiết kế đẹp, nhưng sự thất bại của nó lại nằm ở phiên bản Android 1.6 lỗi thời khi mà các đối thủ của nó đã được cài phiên bản 2.1. Việc cập nhật phần mềm bị trì hoãn trong một thời gian dài, do hệ điều hành phức tạp, và cũng vì Timescape và Mediascape phải được lập trình lại mỗi khi cập nhật. Chiếc điện thoại cũng không có tính năng chụm ngón tay để phóng to/thu nhỏ, nhưng nó đã được thêm vào sau đó cũng như khả năng quay video HD. Hai chiếc X10 Mini và X10 Mini Pro, là các phiên bản rút gọn của X10. Hai mẫu này được chào đón với nhiều phản hồi tốt vì sự nhỏ gọn.
Dòng Xperia Z tiếp tục đi theo thiết kế omni balance cổ điển với tính năng chống nước. Năm 2016, Sony đã giới thiệu dòng Xperia X mới để thay thế dòng Z. Thiết kế omni balance tuy để lại giấu ấn cho người hâm mô nhưng lại tạo ra sự nhàm chán đối với người dùng, khi các đối thủ cạnh tranh của Sony liên tục thay đổi thiết kế để làm mới sản phẩm của họ.
Sony Xperia XZ2 cùng với Sony Xperia XZ2 Compact ra mắt tại sự kiện Mobile World Congress 2018 là câu trả lời của Sony với thiết kế mới "Ambient Flow", viền trên dưới được gọt mỏng, màn hình tỷ lệ 18:9 mới. Là một dòng máy cao cấp, mẫu Sony Xperia XZ2 Premium có màn hình 4K HDR (độ phân giải cao nhất từng có trên điện thoại thông minh) cùng camera kép công nghệ MotionEye™ Dual 19 MP + 12 MP.
Năm 2019, Sony Mobile tiếp tục làm mới thiết kế của dòng Xperia cùng cách đặt tên hoàn toàn mới. Xperia 1, ra mắt tháng 6 năm 2019 với màn hình OLED 6.5 inch, độ phân giải 4K - 1644 x 3840 pixels, tỷ lệ màn hình Ultra View hoàn toàn mới 21:9 (~643 ppi mật độ điểm ảnh). Mẫu máy tầm trung Xperia 10 cũng có thiết kế tương tự song được cắt giảm về cấu hình và màn hình hiển thị.

Quý 1 năm 2020, Sony Mobile bị dừng hoạt động, các điện thoại Xperia giờ được bộ phận sản xuất máy ảnh của Sony phụ trách, họ cho ra mắt Xperia 1 II (hay 1 Mark II) và Xperia 10 II (10 Mark II) - giống với cách đặt tên máy ảnh Sony, thiết kế tương tự mẫu máy năm ngoái, làm cho Xperia 1 II trở thành smartphone dài nhất trên thị trường. Camera của mẫu máy mới được đánh giá cao vì trước đây mảng Mobile không được thừa hưởng các công nghệ camera hiện đại của máy ảnh Sony, xóa tan nhược điểm camera tệ của điện thoại Xperia trước đó.

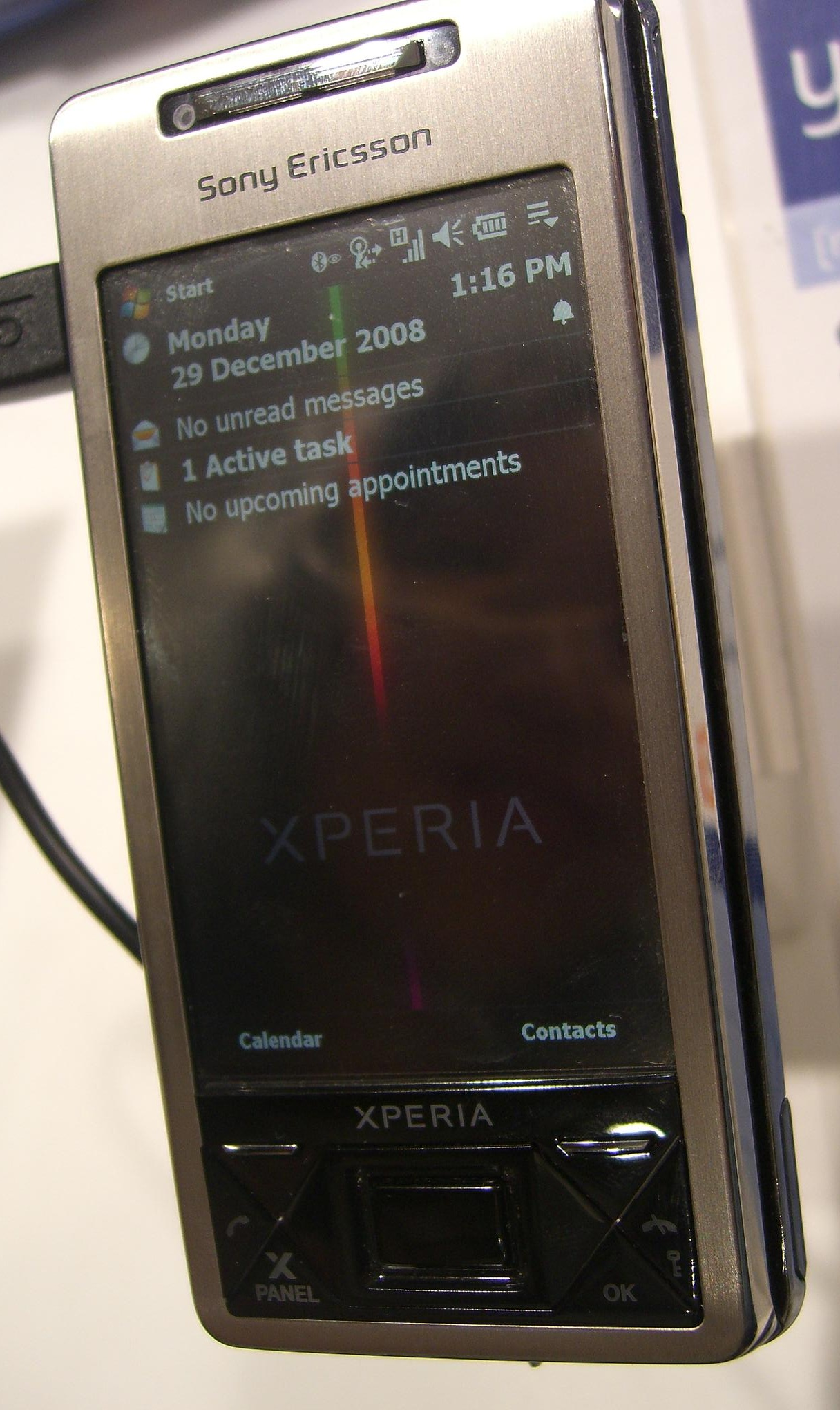
Sony Ericsson Xperia X1
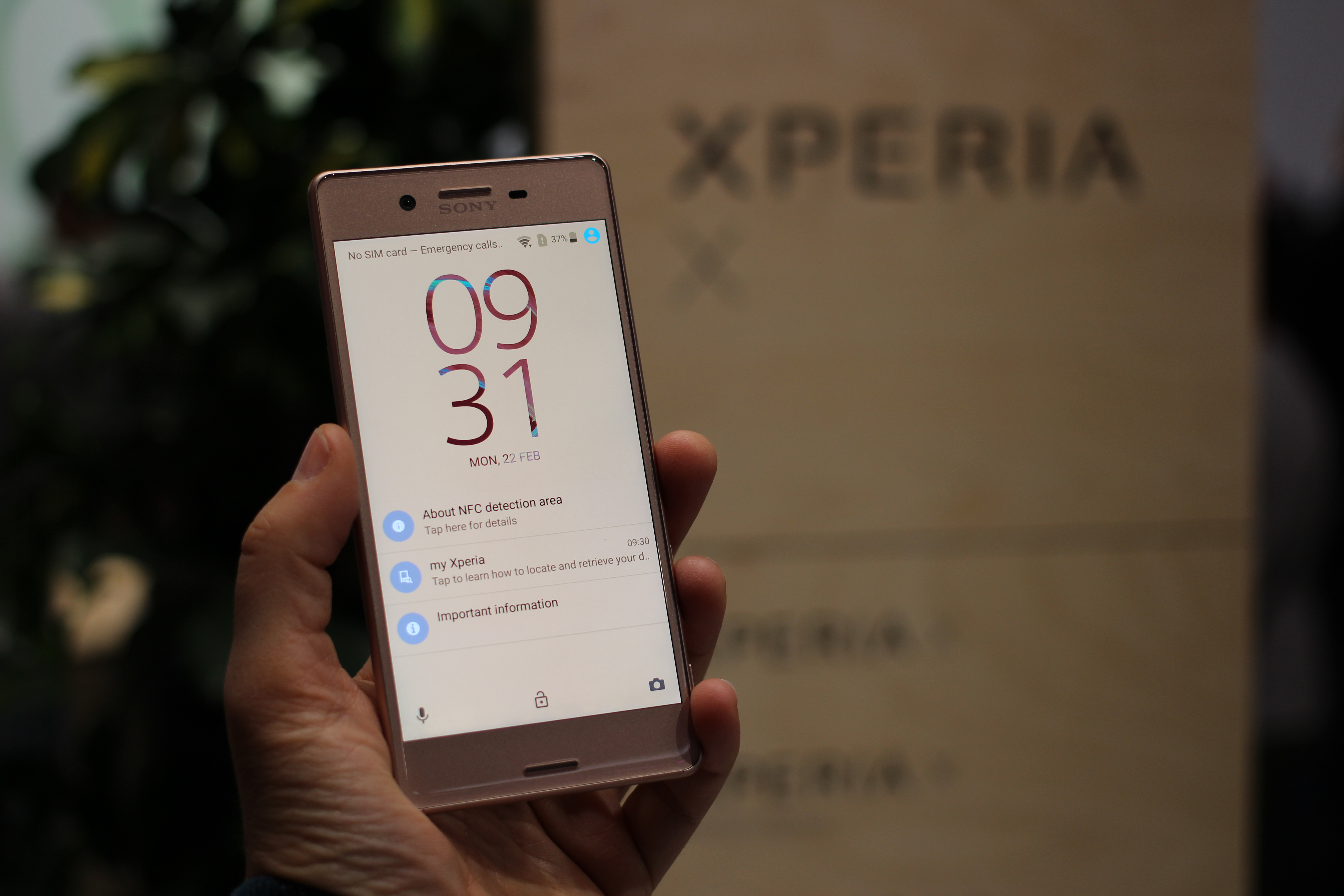
Xperia X
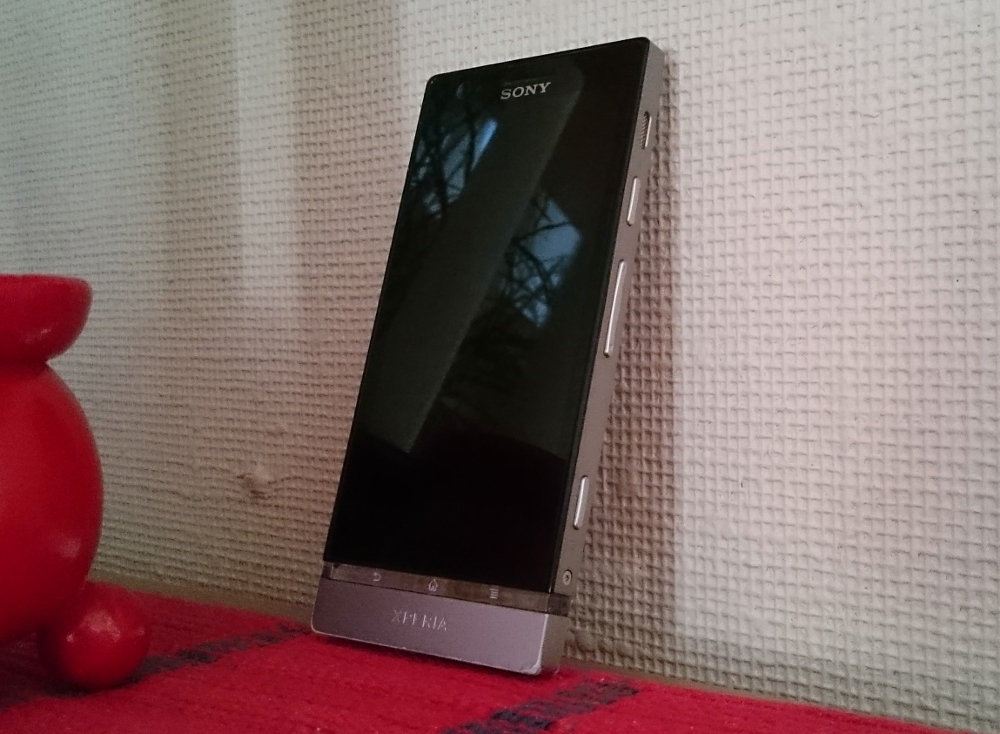
Xperia P
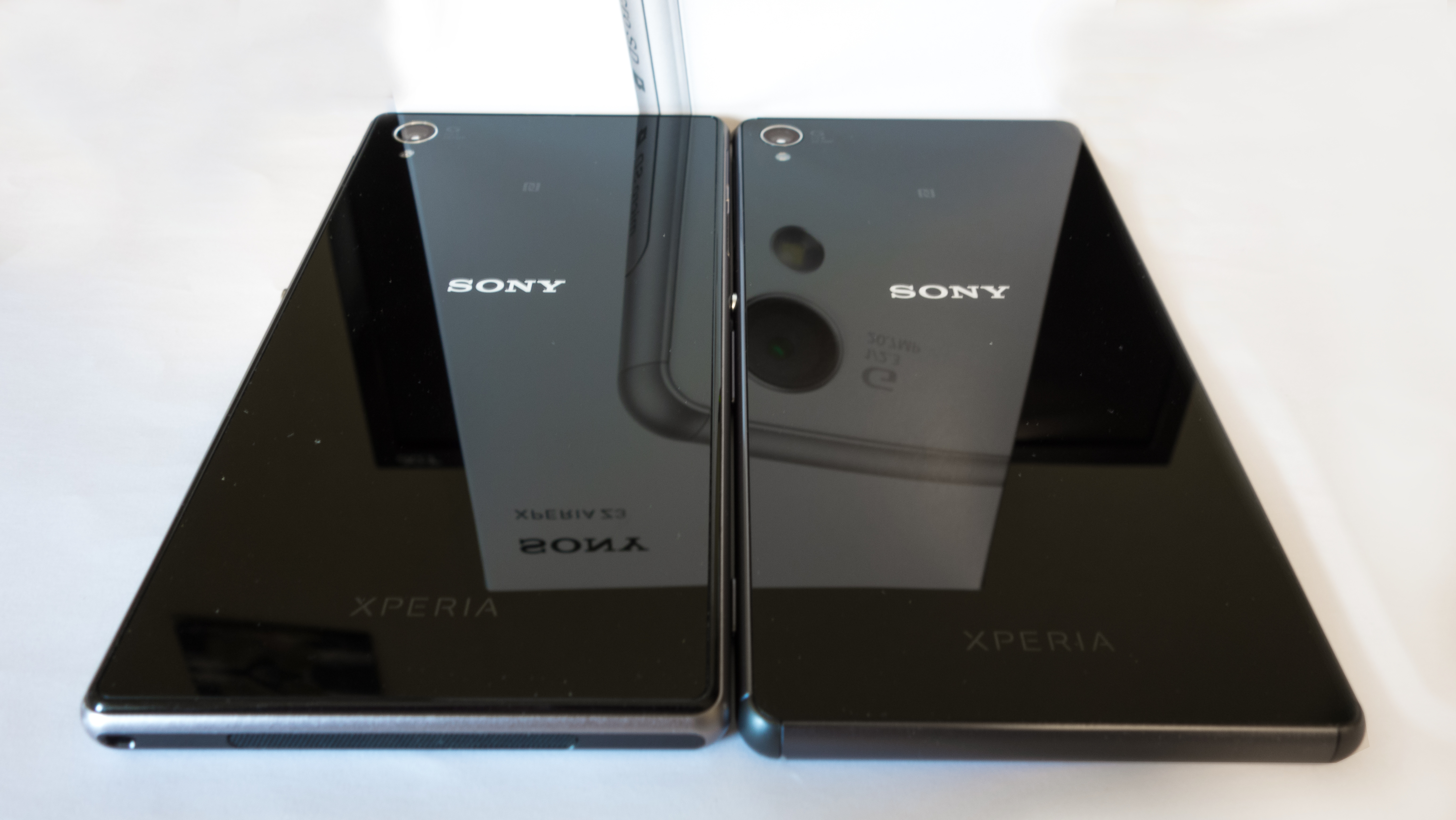
Xperia Z1 & Z3
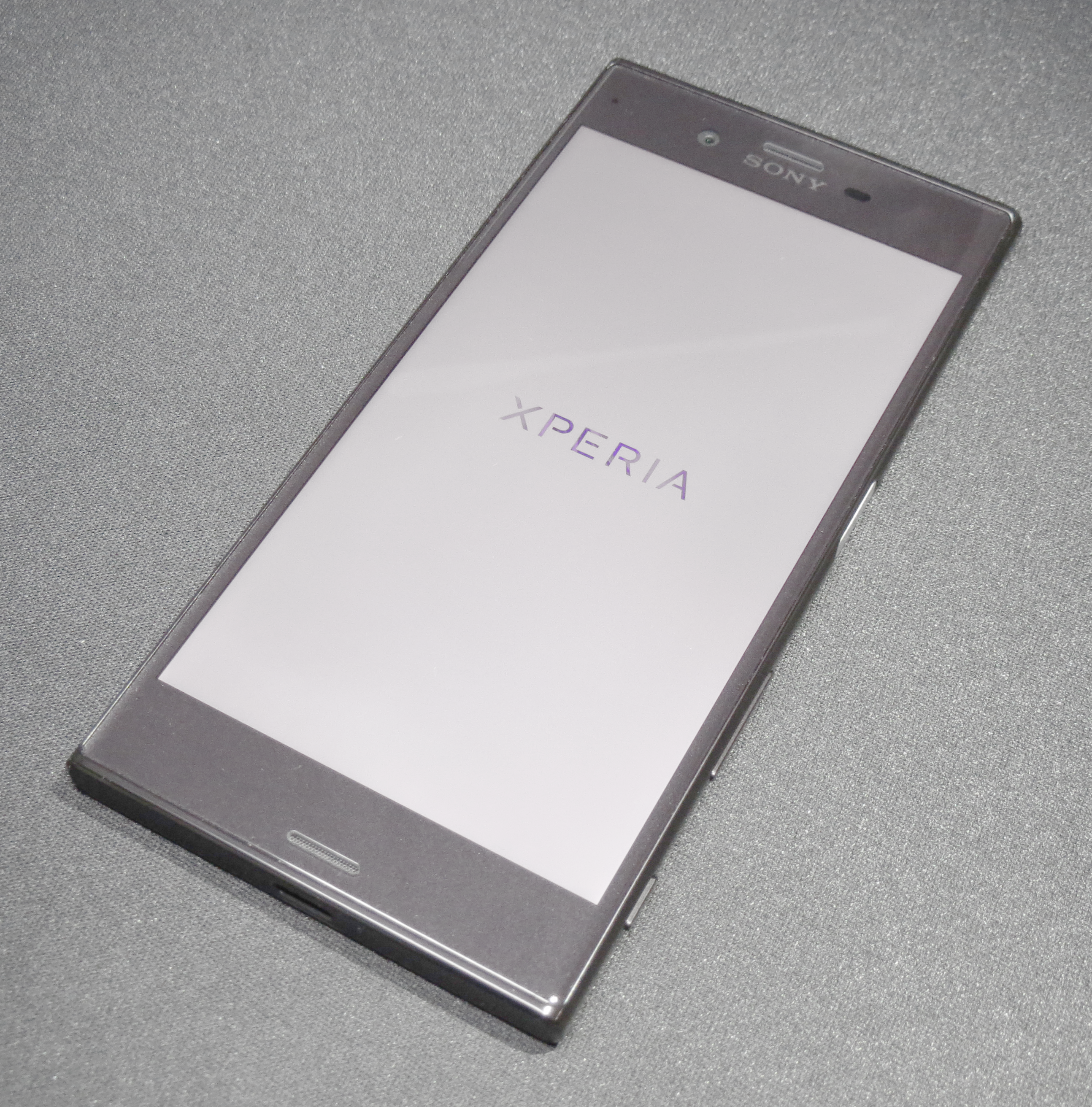
Xperia XZ
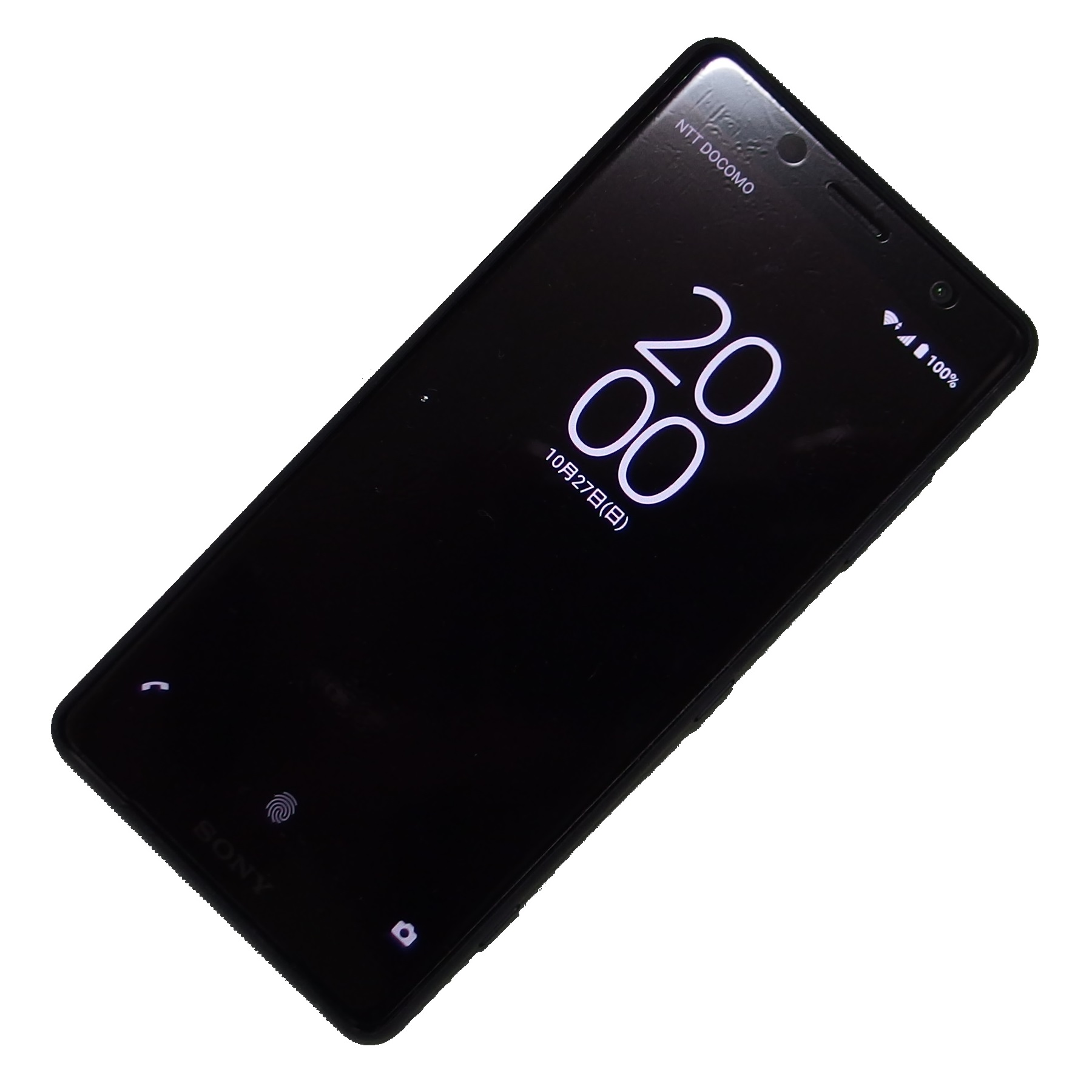
Xperia XZ2 Compact
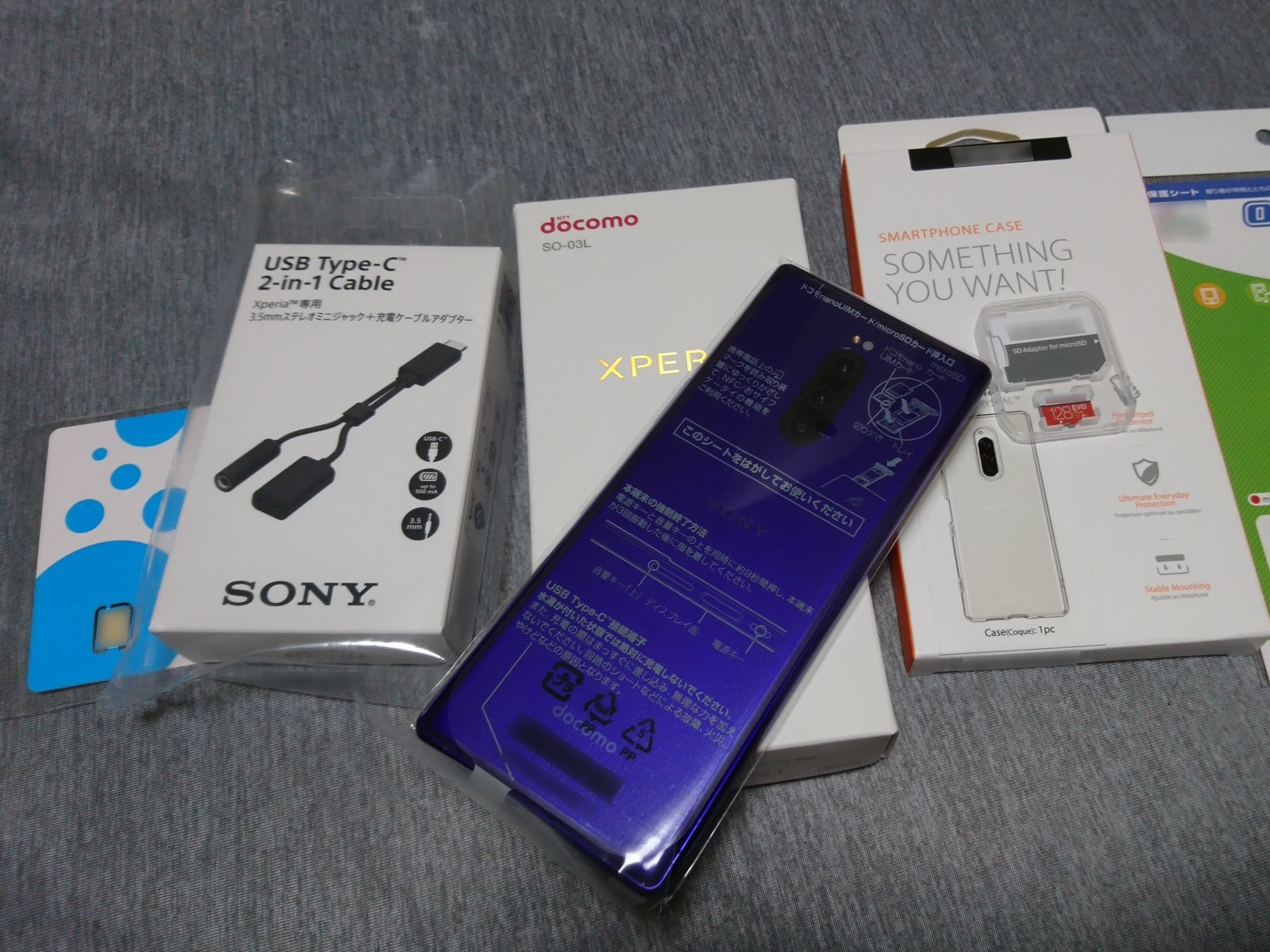
Mặt sau Xperia 1

### Rút khỏi thị trường smartphone
Tập đoàn Sony thông báo tái cấu trúc công ty, khi gộp chung cả 3 bộ phận: bao gồm bộ phận Di động (Mobile Communication), bộ phận giải pháp hình ảnh (Imaging Products & Solutions) và bộ phận thiết bị giải trí gia đình (Home Entertainment & Sound) vào làm một. Bộ phận mới của Sony sẽ có tên Electronics Products and Solutions (EP&S) và sẽ có hiệu lực từ ngày 01/04/2020.
Động thái này của Sony khi gộp nhiều mảng kinh doanh quan trọng vào làm một khiến cho nhiều nhà phân tích thị trường cho rằng nhiều khả năng Sony sẽ dừng sản xuất điện thoại di động trong tương lai (giống như cách họ từ bỏ sản xuất máy tính Sony VAIO), khi doanh thu điện thoại của hãng liên tục tụt dốc không phanh. Tính riêng trong năm 2019, Sony đã thua lỗ 910 triệu USD trên thị trường smartphone, lý do vẫn là mức giá bán quá cao và thiết kế thiếu đột phá, dẫn đến sự quay lưng của người dùng châu Âu và tại chính quê nhà Nhật Bản.

## Thương hiệu Sony Ericsson

### Điện thoại thông minh (Windows Mobile)
| Tên mã | Tên thi trường | Ngày ra mắt | Phiên bản Windows Mobile | Vi xử lý                  | RAM    | ROM    | Hiển thị  | Trọng lượng | Pin (mAh) | Bàn phím vật lý | Bluetooth | Wi-Fi     | Máy ảnh                       | Mạng       |
| ------ | -------------- | ----------- | ------------------------ | ------------------------- | ------ | ------ | --------- | ----------- | --------- | --------------- | --------- | --------- | ----------------------------- | ---------- |
| Venus  | Xperia X1      | 10-2008     | 6.1                      | 528 MHz Qualcomm MSM7200A | 256 MB | 512 MB | 3" WVGA   | 158 g       | 1500      | Có              | 2.0 + EDR | 802.11b/g | Chính: 3.2 MP Trước: 76800 px | GSM / HSPA |
| Vulcan | Xperia X2      | 10-2010     | 6.5                      | 528 MHz Qualcomm MSM7200A | 288 MB | 512 MB | 3.2" WVGA | 155 g       | 1500      | Có              | 2.1 + EDR | 802.11b/g | Chính: 8 MP Trước: 0.3 MP     | GSM / HSPA |

### Điện thoại thông minh (Android)
| Tên mã   | Tên thị trường      | Nền tảng | Ngày ra mắt | Phiên bản Android | Vi xử lý                               | RAM    | ROM    | Hiển thị   | Trọng lượng | Pin (mAh) | Bàn phím vật lý | Bluetooth | Wi-Fi       | Máy ảnh                     | Mạng               |
| -------- | ------------------- | -------- | ----------- | ----------------- | -------------------------------------- | ------ | ------ | ---------- | ----------- | --------- | --------------- | --------- | ----------- | --------------------------- | ------------------ |
| Rachael  | Xperia X10          | Es209ra  | 03-2010     | 1.6 / 2.1 / 2.3   | 1 GHz Qualcomm Snapdragon S1 QSD8250   | 384 MB | 1 GB   | 4" FWVGA   | 135 g       | 1500      | Không           | 2.1 + EDR | 802.11b/g   | 8.1 MP                      | GSM / HSPA         |
| Mimmi    | Xperia X10 mini pro | Delta    | 05-2010     | 1.6 / 2.1         | 600 MHz Qualcomm Snapdragon S1 MSM7227 | 256 MB | 256 MB | 2.55" QVGA | 120 g       | 970       | Có              | 2.0 + EDR | 802.11b/g   | 5 MP                        | GSM / HSPA         |
| Robyn    | Xperia X10 mini     | Delta    | 05-2010     | 1.6 / 2.1         | 600 MHz Qualcomm Snapdragon S1 MSM7227 | 256 MB | 256 MB | 2.55" QVGA | 088 g       | 950       | Không           | 2.0 + EDR | 802.11b/g   | 5 MP                        | GSM / HSPA         |
| Shakira  | Xperia X8           | Delta    | 09-2010     | 1.6 / 2.1         | 600 MHz Qualcomm Snapdragon S1 MSM7227 | 168 MB | 128 MB | 3" HVGA    | 104 g       | 1200      | Không           | 2.0 + EDR | 802.11b/g   | 3.2 MP                      | GSM / HSPA         |
| Anzu     | Xperia arc          | Mogami   | 03-2011     | 2.3 / 4.0         | 1 GHz Qualcomm Snapdragon S2 MSM8255   | 512 MB | 1 GB   | 4.2" FWVGA | 117 g       | 1500      | Không           | 2.1 + EDR | 802.11b/g/n | 8.1 MP                      | GSM / HSPA         |
| Hallon   | Xperia neo          | Mogami   | 03-2011     | 2.3 / 4.0         | 1 GHz Qualcomm Snapdragon S2 MSM8255   | 512 MB | 1 GB   | 3.7" FWVGA | 126 g       | 1500      | Không           | 2.1 + EDR | 802.11b/g/n | Chính: 8.1 MP Trước: 0.3 MP | GSM / HSPA         |
| Zeus     | Xperia Play         | Zeus     | 03-2011     | 2.3               | 1 GHz Qualcomm Snapdragon S2 MSM8255   | 512 MB | 400 MB | 4" FWVGA   | 175 g       | 1500      | Không           | 2.1 + EDR | 802.11b/g/n | 5.1 MP                      | GSM / HSPA         |
| Zeusc    | Xperia Play         | Zeus     | 05-2011     | 2.3               | 1 GHz Qualcomm Snapdragon S2 MSM8255   | 512 MB | 400 MB | 4" FWVGA   | 175 g       | 1500      | Không           | 2.1 + EDR | 802.11b/g/n | 5.1 MP                      | CDMA / EV-DO       |
| Akane    | Xperia acro         | Mogami   | 06-2011     | 2.3               | 1 GHz Qualcomm Snapdragon S2 MSM8655   | 512 MB | 1 GB   | 4.2" FWVGA | 135 g       | 1500      | Không           | 2.1 + EDR | 802.11b/g/n | 8.1 MP                      | CDMA / GSM / EV-DO |
| Azusa    | Xperia acro         | Mogami   | 06-2011     | 2.3               | 1 GHz Qualcomm Snapdragon S2 MSM8255   | 512 MB | 1 GB   | 4.2" FWVGA | 135 g       | 1500      | Không           | 2.1 + EDR | 802.11b/g/n | 8.1 MP                      | GSM / HSPA         |
| Mango    | Xperia mini pro     | Mogami   | 08-2011     | 2.3 / 4.0         | 1 GHz Qualcomm Snapdragon S2 MSM8255   | 512 MB | 1 GB   | 3" HVGA    | 136 g       | 1200      | Có              | 2.1 + EDR | 802.11b/g/n | Chính: 5 MP Trước: 0.3 MP   | GSM / HSPA         |
| Coconut  | Live with Walkman   | Mogami   | 08-2011     | 2.3 / 4.0         | 1 GHz Qualcomm Snapdragon S2 MSM8255   | 512 MB | 400 MB | 3.2" HVGA  | 0115 g      | 1200      | Không           | 2.1 + EDR | 802.11b/g/n | Chính: 5 MP Trước: 0.3 MP   | GSM / HSPA         |
| Smultron | Xperia mini         | Mogami   | 08-2011     | 2.3 / 4.0         | 1 GHz Qualcomm Snapdragon S2 MSM8255   | 512 MB | 1 GB   | 3" HVGA    | 099 g       | 1200      | Không           | 2.1 + EDR | 802.11b/g/n | 5 MP                        | GSM / HSPA         |
| Urushi   | Xperia ray          | Mogami   | 08-2011     | 2.3 / 4.0         | 1 GHz Qualcomm Snapdragon S2 MSM8255   | 512 MB | 1 GB   | 3.3" FWVGA | 100 g       | 1500      | Không           | 2.1 + EDR | 802.11b/g/n | Chính: 8.1 MP Trước: 0.3 MP | GSM / HSPA         |
| Ayame    | Xperia arc S        | Mogami   | Q3-2011     | 2.3 / 4.0         | 1.4 GHz Qualcomm Snapdragon S2 MSM8255 | 512 MB | 1 GB   | 4.2" FWVGA | 117 g       | 1500      | Không           | 2.1 + EDR | 802.11b/g/n | 8.1 MP                      | GSM / HSPA         |
| Haida    | Xperia neo V        | Mogami   | Q3-2011     | 2.3 / 4.0         | 1 GHz Qualcomm Snapdragon S2 MSM8255   | 512 MB | 1 GB   | 3.7" FWVGA | 126 g       | 1500      | Không           | 2.1 + EDR | 802.11b/g/n | Chính: 5 MP Trước: 0.3 MP   | GSM / HSPA         |
| Satsuma  | Xperia active       | Mogami   | Q3-2011     | 2.3 / 4.0         | 1 GHz Qualcomm Snapdragon S2 MSM8255   | 512 MB | 1 GB   | 3" HVGA    | 110.8 g     | 1200      | Không           | 2.1 + EDR | 802.11b/g/n | 5 MP                        | GSM / HSPA         |
| Iyokan   | Xperia pro          | Mogami   | 10-2011     | 2.3 / 4.0         | 1 GHz Qualcomm Snapdragon S2 MSM8255   | 512 MB | 1 GB   | 3.7" FWVGA | 142 g       | 1500      | Có              | 2.1 + EDR | 802.11b/g/n | Chính: 8.1 MP Trước: 0.3 MP | GSM / HSPA         |

### Điện thoại cơ bản
| Tên mã | Tên thị trường     | Ngày ra mắt | Vi xử lý | RAM | ROM  | Hiển thị  | Trọng lượng | Pin (mAh) | Bàn phím vật lý | Bluetooth | Wi-Fi | Máy ảnh | Mạng       |
| ------ | ------------------ | ----------- | -------- | --- | ---- | --------- | ----------- | --------- | --------------- | --------- | ----- | ------- | ---------- |
| Kiki   | Xperia X5 Pureness | 11-2009     | —        | —   | 2 GB | 1.8" QVGA | 70 g        | —         | Không           | 2.1 + EDR | Không | Không   | GSM / HSPA |

## Thương hiệu Sony

### Điện thoại thông minh

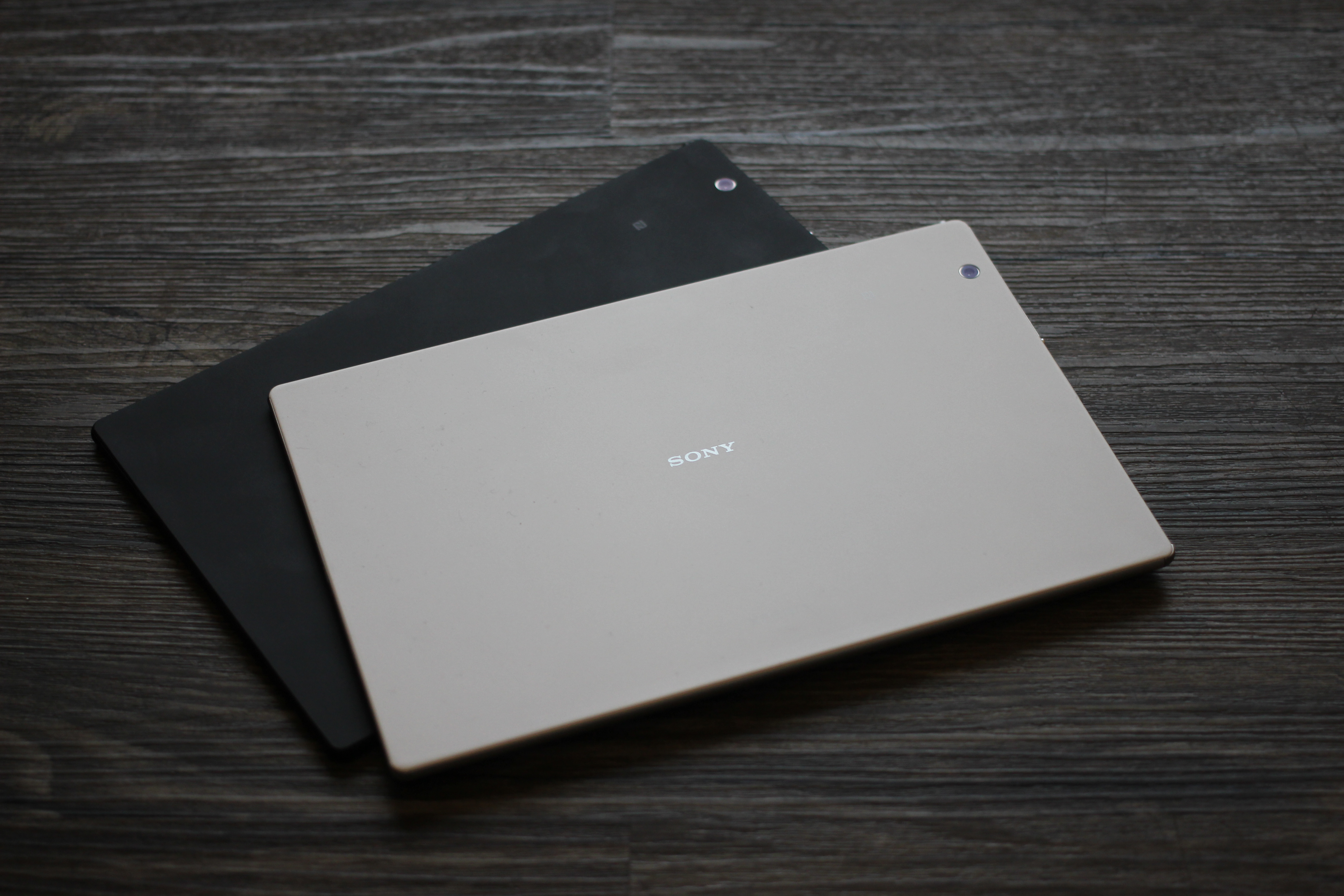
Sony Xperia Z4 Tablet

| Tên mã   | Tên thị trường                         | Nền tảng  | Ngày ra mắt              | Phiên bản Android                        | Vi xử lý | RAM    | ROM                            | Hiển thị   | Trọng lượng                   | Pin (mAh)    | Bluetooth        | Wi-Fi                        | NFC   | Máy ảnh                                 | Mạng                                                                                        |
| -------- | -------------------------------------- | --------- | ------------------------ | ---------------------------------------- | --- | ------ | ------------------------------ | ---------- | ----------------------------- | ------------ | ---------------- | ---------------------------- | ----- | --------------------------------------- | ------------------------------------------------------------------------------------------- |
| Nozomi   | Xperia S                               | Fuji      | 02-2012                  | 2.3 / 4.0 / 4.1                          | 1.5 GHz Qualcomm Snapdragon S3 MSM8260, lõi kép                                                             | 1 GB   | 32 GB                          | 4.3" HD    | 144 g                         | 1750         | 2.1 + EDR        | 802.11b/g/n                  | Có    | Chính: 12.1 MP Trước: 1.3 MP            | GSM / HSPA+                                                                                 |
| Aoba     | Xperia ion                             | Fuji      | 03-2012                  | 2.3 / 4.0 / 4.1                          | 1.5 GHz Qualcomm Snapdragon S3 APQ8060, lõi kép                                                             | 1 GB   | 16 GB                          | 4.55" HD   | 144 g                         | 1900         | 2.1 + EDR        | 802.11b/g/n                  | Có    | Chính: 12 MP Trước: 1.3 MP              | GSM / HSPA+ / LTE                                                                           |
| Hayate   | Xperia acro HD                         | Fuji      | 03-2012                  | 2.3 / 4.0                                | 1.5 GHz Qualcomm Snapdragon S3 MSM8660, lõi kép                                                             | 1 GB   | 11 GB                          | 4.3" HD    | 149 g                         | 1900         | 2.1              | 802.11b/g/n                  | Không | Chính: 12.1 MP Trước: 1.3 MP            | CDMA / GSM / HSPA+                                                                          |
| Hikari   | Xperia acro HD Xperia acro S           | Fuji      | 03-2012 (HD) 08-2012 (S) | 2.3 / 4.0 / 4.1                          | 1.5 GHz Qualcomm Snapdragon S3 MSM8260, lõi kép                                                             | 1 GB   | 11 GB (HD) 16 GB (S)           | 4.3" HD    | 149 g (HD) 147 g (S)          | 1910         | 2.1 (HD) 3.0 (S) | 802.11b/g/n                  | Có    | Chính: 12.1 MP Trước: 1.3 MP            | GSM / HSPA+                                                                                 |
| Pepper   | Xperia sola                            | RioGrande | 03-2012                  | 2.3 / 4.0                                | 1 GHz ST-Ericsson NovaThor U8500, lõi kép                                                                   | 512 MB | 8 GB                           | 3.7" FWVGA | 107 g                         | 1320         | 2.1 + EDR        | 802.11b/g/n                  | Có    | 5 MP                                    | GSM / W-CDMA                                                                                |
| Phoenix  | Xperia neo L                           | Mogami    | 03-2012                  | 4.0                                      | 1 GHz Qualcomm Snapdragon S2 MSM8255                                                                        | 512 MB | 1 GB                           | 4" FWVGA   | 131.5 g                       | 1500         | 2.1 + EDR        | 802.11b/g/n                  | Không | Chính: 5 MP Trước: 0.3 MP               | GSM / HSPA                                                                                  |
| Nypon    | Xperia P                               | RioGrande | 04-2012                  | 2.3 / 4.0 / 4.1                          | 1 GHz ST-Ericsson NovaThor U8500, lõi kép                                                                   | 1 GB   | 16 GB                          | 4" qHD     | 126 g                         | 1305         | 2.1 + EDR        | 802.11b/g/n                  | Có    | Chính: 8 MP Trước: 0.3 MP               | GSM / HSPA+                                                                                 |
| Kumquat  | Xperia U                               | RioGrande | 05-2012                  | 2.3 / 4.0                                | 1 GHz ST-Ericsson NovaThor U8500, lõi kép                                                                   | 512 MB | 4 GB                           | 3.5" FWVGA | 110 g                         | 1320         | 2.1 + EDR        | 802.11b/g/n                  | Không | Chính: 5 MP Trước: 0.3 MP               | GSM / HSPA+                                                                                 |
| Lotus    | Xperia go                              | RioGrande | 07-2012                  | 2.3 / 4.0 / 4.1                          | 1 GHz ST-Ericsson NovaThor U8500, lõi kép                                                                   | 512 MB | 8 GB                           | 3.5" HVGA  | 110 g                         | 1305         | 3.0              | 802.11b/g/n                  | Không | 5 MP                                    | GSM / HSPA+                                                                                 |
| Komachi  | Xperia SX                              | Blue      | 08-2012                  | 4.0                                      | 1.5 GHz Qualcomm Snapdragon S4 Plus MSM8960, lõi kép                                                        | 1 GB   | 4 GB                           | 3.7" qHD   | 095 g                         | 1500         | 3.1              | 802.11b/g/n, dual-band       | Không | Chính: 8.1 MP Trước: 0.3 MP             | GSM / W-CDMA / LTE                                                                          |
| Tapioca  | Xperia tipo Xperia tipo dual           | Tamsui    | 08-2012                  | 4.0                                      | 800 MHz Qualcomm Snapdragon S1 MSM7225A                                                                     | 512 MB | 2.9 GB                         | 3.2" HVGA  | 099.4 g                       | 1500         | 2.1 + EDR        | 802.11b/g/n                  | Không | 3.2 MP                                  | GSM / HSPA                                                                                  |
| Hayabusa | Xperia TX Xperia GX                    | Blue      | 09-2012                  | 4.0 / 4.1                                | 1.5 GHz Qualcomm Snapdragon S4 Plus MSM8260A, lõi kép                                                       | 1 GB   | 16 GB                          | 4.55" HD   | 127 g                         | 1750 (BA900) | 3.1              | 802.11b/g/n, dual-band       | Có    | Chính: 13 MP Trước: 1.3 MP              | GSM / HSPA+                                                                                 |
| Mesona   | Xperia miro                            | Tamsui    | 09-2012                  | 4.0                                      | 800 MHz Qualcomm Snapdragon S1 MSM7225A                                                                     | 512 MB | 4 GB                           | 3.5" HVGA  | 110 g                         | 1500         | 2.1 + EDR        | 802.11b/g/n                  | Không | Chính: 5 MP Trước: 0.3 MP               | GSM / HSPA                                                                                  |
| Mint     | Xperia T Xperia TL                     | Blue      | 09-2012                  | 4.0 / 4.1                                | 1.5 GHz Qualcomm Snapdragon S4 Plus lõi kép MSM8260A (không LTE) hoặc MSM8960 (LTE)                         | 1 GB   | 16 GB                          | 4.55" HD   | 139 g (không LTE) 148 g (LTE) | 1850         | 3.1              | 802.11a/b/g/n, dual-band     | Có    | Chính: 13 MP Trước: 1.3 MP              | GSM / HSPA+ (Không LTE) GSM / HSPA+ / LTE (LTE)                                             |
| Nozomi2  | Xperia SL                              | Fuji      | 09-2012                  | 2.3 / 4.0 / 4.1                          | 1.7 GHz Qualcomm Snapdragon S3 MSM8260, lõi kép                                                             | 1 GB   | 32 GB                          | 4.3" HD    | 144 g                         | 1750         | 3.0              | 802.11b/g/n                  | Có    | Chính: 12.1 MP Trước: 1.3 MP            | GSM / HSPA+                                                                                 |
| JLo      | Xperia J                               | Tamsui    | 10-2012                  | 4.0 / 4.1                                | 1 GHz Qualcomm Snapdragon S1 MSM7227A                                                                       | 512 MB | 4 GB                           | 4" FWVGA   | 124 g                         | 1750 (BA900) | 2.1 + EDR        | 802.11b/g/n                  | Không | Chính: 5 MP Trước: 0.3 MP               | GSM / HSPA                                                                                  |
| Tsubasa  | Xperia V Xperia AX Xperia VL Xperia VC | Blue      | 12-2012                  | 4.0 / 4.1 / 4.2 / 4.3                    | 1.5 GHz Qualcomm Snapdragon S4 Plus MSM8960, lõi kép                                                        | 1 GB   | 8 GB (V) 16 GB (AX) 16 GB (VL) | 4.3" HD    | 120 g                         | 1750         | 4.0              | 802.11b/g/n, dual-band       | Có    | Chính: 13 MP Trước: 0.3 MP              | GSM / HSPA+ / LTE (V) GSM / HSPA+ / LTE (AX) CDMA / GSM / HSPA+ / LTE (VL) GSM / HSPA+ (VC) |
| Yuga     | Xperia Z                               | Fusion3   | 02-2013                  | 4.1 / 4.2 / 4.3 / 4.4 / 5.0              | 1.5 GHz Qualcomm Snapdragon S4 Pro APQ8064, quad-core                                                       | 2 GB   | 16 GB                          | 5" FHD     | 146 g                         | 2330         | 4.0              | 802.11a/b/g/n, dual-band     | Có    | Chính: 13.1 MP Trước: 2.2 MP            | GSM / HSPA+ / LTE                                                                           |
| Nanhu    | Xperia E Xperia E dual                 | Tamsui    | 03-2013                  | 4.0 / 4.1                                | 1 GHz Qualcomm Snapdragon S1 MSM7227A                                                                       | 512 MB | 4 GB                           | 3.5" HVGA  | 115.7 g                       | 1530         | 2.1 + EDR        | 802.11b/g/n                  | Không | 3.2 MP                                  | GSM / HSPA                                                                                  |
| HuaShan  | Xperia SP                              | Viskan    | 04-2013                  | 4.1 / 4.3                                | 1.7 GHz Qualcomm Snapdragon S4 Pro MSM8960T, dual-core                                                      | 1 GB   | 8 GB                           | 4.6" HD    | 155 g                         | 2370         | 4.0              | 802.11a/b/g/n, dual-band     | Có    | Chính: 8 MP Trước: 0.3 MP               | GSM / HSPA+ / LTE                                                                           |
| Odin     | Xperia ZL Xperia ZQ                    | Fusion3   | 04-2013                  | 4.1 / 4.2 / 4.3 / 4.4 / 5.0(coming soon) | 1.5 GHz Qualcomm Snapdragon S4 Pro APQ8064, lõi tứ                                                          | 2 GB   | 16 GB                          | 5" FHD     | 151 g                         | 2370         | 4.0              | 802.11a/b/g/n, dual-band     | Có    | Chính: 13 MP Trước: 2 MP                | GSM / HSPA+ / LTE                                                                           |
| Dogo     | Xperia ZR Xperia A                     | Fusion3   | 05-2013                  | 4.1 / 4.3 / 4.4 / 5.0 / 5.1              | 1.5 GHz Qualcomm Snapdragon S4 Pro APQ8064, quad-core                                                       | 2 GB   | 8 GB (ZR) 32 GB (A)            | 4.55" HD   | 138 g                         | 2300         | 4.0              | 802.11a/b/g/n, dual-band     | Có    | Chính: 13 MP Trước: 0.3 MP              | GSM / HSPA+ / LTE                                                                           |
| Gaga     | Xperia UL                              | Fusion3   | 05-2013                  | 4.1 / 4.2                                | 1.5 GHz Qualcomm Snapdragon S4 Pro APQ8064, lõi tứ                                                          | 2 GB   | 16 GB                          | 5" FHD     | 145 g                         | 2300         | 4.0              | 802.11a/b/g/n, dual-band     | Có    | Chính: 13 MP Trước: 0.3 MP              | GSM / HSPA+ / LTE                                                                           |
| TaoShan  | Xperia L                               | Viskan    | 05-2013                  | 4.1 / 4.2 / 4.3 / 4.4(AOSP)              | 1 GHz Qualcomm Snapdragon S4 Plus MSM8230, lõi kép                                                          | 1 GB   | 8 GB                           | 4.3" FWVGA | 137 g                         | 1750 (BA900) | 4.0              | 802.11a/b/g/n, dual-band     | Có    | Chính: 8 MP Trước: 0.3 MP               | GSM / HSPA+                                                                                 |
| CN3      | Xperia C                               |           | 07-2013                  | 4.2 / 4.3                                | 1.2 GHz MediaTek MTK6589, lõi tứ                                                                            | 1 GB   | 4 GB                           | 5" qHD     | 153 g                         | 2390         | 4.0              | 802.11b/g/n                  | Không | Chính 8 MP Trước: 0.3 MP                | GSM / HSPA+                                                                                 |
| Nicki    | Xperia M Xperia M dual                 | Viskan    | 08-2013                  | 4.1 / 4.2 / 4.3                          | 1 GHz Qualcomm Snapdragon S4 Plus MSM8227, lõi kép                                                          | 1 GB   | 4 GB                           | 4" FWVGA   | 115 g                         | 1750 (BA900) | 4.0              | 802.11a/b/g/n, dual-band     | Có    | Chính: 5 MP Trước: 0.3 MP               | GSM / HSPA+                                                                                 |
| Togari   | Xperia Z Ultra                         | Rhine     | 09-2013                  | 4.2 / 4.3 / 4.4 / 5.0(coming soon)       | 2.2 GHz Qualcomm Snapdragon 800 8274, lõi tứ (không LTE) 2.2 GHz Qualcomm Snapdragon 800 8974, lõi tứ (LTE) | 2 GB   | 16 GB                          | 6.44" FHD  | 212 g                         | 3050         | 4.0              | 802.11a/b/g/n/ac, dual-band  | Có    | Chính: 8 MP Trước: 2 MP                 | GSM / HSPA+ / LTE                                                                           |
| Honami   | Xperia Z1/Z1s                          | Rhine     | 10-2013                  | 4.2 / 4.3 / 4.4 / 5.0                    | 2.2 GHz Qualcomm Snapdragon 800 8274, lõi tứ (không LTE) 2.2 GHz Qualcomm Snapdragon 800 8974, lõi tứ (LTE) | 2 GB   | 16 GB                          | 5.0" FHD   | 170 g                         | 3000         | 4.0              | 802.11a/b/g/n/ac, dual-band  | Có    | Chính: 20.7 MP Trước: 2 MP              | GSM / HSPA+ / LTE                                                                           |
| Amami    | Xperia Z1 Compact                      | Rhine     | 02-2014                  | 4.3 / 4.4 / 5.0                          | 2.2 GHz Qualcomm Snapdragon 800 8274, lõi tứ                                                                | 2 GB   | 16 GB                          | 4.3" HD    | 137 g                         | 2300         | 4.0              | 802.11a/b/g/n/ac, dual-band  | Có    | Chính: 20.7 MP Trước: 2 MP              | GSM / HSPA+ / LTE                                                                           |
| Falcon   | Xperia E1                              | Shuang    | 03-2014                  | 4.3 / 4.4                                | 1.2 GHz Qualcomm MSM8210 Snapdragon 200, lõi kép                                                            | 512 MB | 4 GB                           | 4.0" WVGA  | 120 g                         | 1750 (BA900) | 4.0              | 802.11a/b/g/n, dual-band     | Không | Chính: 3.15 MP                          | GSM / HSPA+                                                                                 |
| Tianchi  | Xperia T2 Ultra                        | Yukon     | 01-2014                  | 4.3 / 4.4 / 5.0                          | 1.4 GHz Qualcomm MSM8928 Snapdragon 400, lõi tứ                                                             | 1 GB   | 8 GB                           | 6" HD      | 172 g                         | 3000         | 4.0              | 802.11a/b/g/n/ac, dual-band  | Có    | Chính: 13 MP Trước: 1.1 MP              | GSM / HSPA+ / LTE                                                                           |
| Sirius   | Xperia Z2                              | shinano   | 05-2014                  | 4.4 / 5.0                                | 2.3 GHz Qualcomm MSM8974AB Snapdragon 801 8274, lõi tứ                                                      | 3 GB   | 16 GB                          | 5.2" FHD   | 163 g                         | 3200         | 4.0              | 802.11a/b/g/n/ac, dual-band  | Có    | Chính: 20.7 MP Trước: 2.2 MP            | GSM / HSPA+ / LTE                                                                           |
| Altair   | Xperia A2 Xperia J1                    | Rhine     | 06-2014 05-2015          | 4.4                                      | 2.2 GHz Qualcomm Snapdragon 800, lõi tứ                                                                     | 2 GB   | 16 GB                          | 4.3" HD    | 138 g                         | 2300         | 4.0              | 802.11a/b/g/n                | Có    | Chính: 20.7 MP Trước: 2.2 MP            | GSM / HSPA+ / LTE                                                                           |
| Eagle    | Xperia M2                              | Yukon     | 03-2014                  | 4.3 / 4.4                                | 1.2 GHz Qualcomm Snapdragon 400, lõi tứ                                                                     | 1 GB   | 8 GB                           | 4.8" qHD   | 148 g                         | 2300         | 4.0              | 802.11a/b/g/n/ac, dual-band  | Có    | Chính: 8 MP Trước: 0.3 MP               | GSM / HSPA+ / LTE                                                                           |
| Canopus  | Xperia ZL2 Xperia Z2a                  | shinano   | 06-2014                  | 4.4 / 5.0(sắp có)                        | 2.3 GHz Qualcomm MSM8974AB Snapdragon 801, lõi tứ                                                           | 3 GB   | 16 GB                          | 5.0" FHD   | 163 g                         | 3000         | 4.0              | 802.11a/b/g/n/ac, dual-band, | Có    | Chính: 20.7 MP                          | GSM / HSPA+ / LTE                                                                           |
| Seagull  | Xperia T3                              | Yukon     | 07-2014                  | 4.4                                      | 1.4 GHz Qualcomm MSM8928-2 Snapdragon 400, lõi tứ                                                           | 1 GB   | 8 GB                           | 5.3" HD    | 148 g                         | 2500         | 4.0              | 802.11a/b/g/n/, dual-band    | Có    | Chính: 8 MP                             | GSM / HSPA+ / LTE                                                                           |
| wukong   | Xperia C3                              | Yukon     | 08-2014                  | 4.4 / 5.0                                | 1.2 GHz Qualcomm Snapdragon 400, lõi tứ                                                                     | 1 GB   | 8 GB                           | 5.5" HD    | 150 g                         | 2500         | 4.0              | 802.11b/g/n                  | Có    | Chính: 8 MP Trước: 5 MP                 | GSM / HSPA+ / LTE                                                                           |
| Leo      | Xperia Z3                              | shinano   | 09-2014                  | 4.4 / 5.0                                | 2.5 GHz Qualcomm MSM8974AC Snapdragon 801 8974, lõi tứ                                                      | 3 GB   | 16 GB 32 GB (D6616)            | 5.2" FHD   | 152 g                         | 3100         | 4.0              | 802.11a/b/g/n/ac, dual-band  | Có    | Chính: 20.7 MP Trước: 2.2 MP            | GSM / HSPA+ / LTE                                                                           |
| Aries    | Xperia Z3 Compact                      | shinano   | 09-2014                  | 4.4 / 5.0                                | 2.5 GHz Qualcomm MSM8974AC Snapdragon 801 8974, lõi tứ                                                      | 2 GB   | 16 GB                          | 4.6" HD    | 129 g                         | 2600         | 4.0              | 802.11a/b/g/n/ac, dual-band  | Có    | Chính: 20.7 MP Trước: 2.2 MP            | GSM / HSPA+ / LTE                                                                           |
| Flamingo | Xperia E3                              | Yukon     | 09-2014                  | 4.4                                      | 1.2 GHz Qualcomm Snapdragon 400, lõi tứ                                                                     | 1 GB   | 4 GB                           | 4.5" FWVGA | 143.8 g                       | 2330         | 4.0              | 802.11b/g/n                  | Có    | Chính: 5 MP                             | GSM / HSPA+ / LTE                                                                           |
|          | Xperia E4 Xperia E4 Dual               |           | 03-2015                  | 4.4.4                                    | 1.3 GHz MediaTek MT6582 lõi tứ                                                                              | 1 GB   | 8 GB                           | 5" qHD     | 144 g                         | 2300         | 4.1              | 802.11b/g/n                  | Không | Chính: 5 MP Trước: 2 MP                 | GSM / HSPA+                                                                                 |
|          | Xperia E4g Xperia E4g Dual             |           | 04-2015                  | 4.4.4                                    | 1.5 GHz MediaTek MT6732 lõi tứ                                                                              | 1 GB   | 8 GB                           | 4.7" qHD   | 135 g                         | 2300         | 4.1              | 802.11a/b/g/n                | Có    | Chính: 5 MP Trước: 2 MP                 | GSM / HSPA+ / LTE                                                                           |
|          | Xperia M4 Aqua Xperia M4 Aqua Dual     |           | 03-2015                  | 5.0                                      | Snapdragon 615 tám nhân (4 x 1.5 GHz + 4 x 1.0 GHz)                                                         | 2 GB   | 8 GB / 16 GB                   | 5" HD      | 136 g                         | 2400         | 4.1              | 802.11a/b/g/n                | Có    | Chính: 13 MP Trước: 5 MP                | GSM / HSPA+ / LTE                                                                           |
|          | Xperia C4 Xperia C4 Dual               |           | 05-2015                  | 5.0                                      | 1.7 GHz MediaTek MT6752 tám nhân                                                                            | 2 GB   | 16 GB                          | 5,5" FHD   | 147 g                         | 2600         | 4.1              | 802.11a/b/g/n                | Có    | Chính: 13 MP Trước: 5 MP                | GSM / HSPA+ / LTE                                                                           |
| Ivy      | Xperia Z3+ Xperia Z4                   |           | 06-2015                  | 5.0                                      | Snapdragon 810 MSM8994, tám nhân (4 x 2.0 GHz + 4 x 1.5 GHz)                                                | 3 GB   | 32 GB                          | 5.2" FHD   | 144 g                         | 2930         | 4.1              | 802.11a/b/g/n/ac, dual-band  | Có    | Chính: 20.7 MP Trước: 5 MP              | GSM / HSPA+ / LTE                                                                           |
| Ajisai   | Xperia A4                              |           | 06-2015                  | 5.0                                      | Snapdragon 801 MSM8974AC, lõi tứ (4 x 2.5 GHz)                                                              | 2 GB   | 16 GB                          | 4.6" HD    | 138 g                         | 2300         | 4.1              | 802.11a/b/g/n/ac             | Có    | Chính: 20.7 MP Trước: 5 MP              | GSM / HSPA+ / LTE                                                                           |
|          | Xperia Z5/Xperia Z5 Dual               |           | 09-2015                  | 5.1.1                                    | 1.56 GHz Cortex-A53 / 2 GHz Cortex-A57, Qualcomm Snapdragon 810                                             | 3 GB   | 32 GB                          | 5,2" FHD   | 154g                          | 2900         | 4.1              | 802.11a/b/g/n/ac             | Có    | Chính: 23MP (2160p@30fps) Trước: 5.1 MP | GSM / HSPA+ / LTE                                                                           |
|          | Xperia Z5 Premium                      |           | 09-2015                  | 5.1.1                                    | 1.56 GHz Cortex-A53 / 2 GHz Cortex-A57, Qualcomm Snapdragon 810                                             | 3 GB   | 32 GB                          | 5,5 4K     | 164g                          | 3430         | 4.1              | 802.11a/b/g/n/ac             | Có    | Chính: 23MP (2160p@30fps) Trước: 5.1 MP | GSM / HSPA+ / LTE                                                                           |

1. ↑  Bản LT28i của Xperia ion có hỗ trợ LTE, trong khi bản LT28h không hỗ trợ.
2. 1 2 3  Phiên bản "dual" có hai khe cắm thẻ SIM GSM.
3. 1 2 3  Bản LT30a của Xperia T & Xperia TL đều có SoC & sóng hỗ trợ LTE, trong khi bản LT30p không hỗ trợ.
4. ↑  Bản C6603 của  Xperia Z hỗ trợ LTE, trong khi bản C6602 không hỗ trợ.
5. ↑  Bản C5303 & C5306 của Xperia SP hỗ trợ LTE, trong khi bản C5302 không hỗ trợ.
6. ↑  Bản C6503 & C6506 của Xperia ZL hỗ trợ LTE, trong khi bản C6502 không hỗ trợ.
7. ↑  Bản C5503 của Xperia ZR & Xperia A hỗ trợ LTE, trong khi bản C5502 không hỗ trợ.
8. 1 2  Bản C6833 & C6806 của Xperia Z Ultra hỗ trợ LTE, trong khi bản C6802 không hỗ trợ.[116]
9. 1 2  Bản C6903, C6906 & C6943 của Xperia Z1 hỗ trợ LTE, trong khi bản C6902 & L39h không hỗ trợ.[120]
10. ↑  Chỉ dành cho bản E2003
11. ↑  E2303 và E2353
12. ↑  E2306

| Tên mã         | Model                                      | Tên thương mại       | Nền tảng       | Ra mắt  | Phiên bản Android      | Vi xử lý                                                                    | RAM                    | ROM                                      | Màn hình                    | Cân nặng | Pin (mAh) | Bluetooth | Wi-Fi                                    | Camera                                           | Mạng                                 |
| -------------- | ------------------------------------------ | -------------------- | -------------- | ------- | ---------------------- | --------------------------------------------------------------------------- | ---------------------- | ---------------------------------------- | --------------------------- | -------- | --------- | --------- | ---------------------------------------- | ------------------------------------------------ | ------------------------------------ |
| Suzu/PS10      | F5121 F5122                                | Xperia X             | Loire          | 2016–02 | 6.0.1, 7.0, 7.1.1, 8.0 | Snapdragon 650, hexa-core (2 × 1.8 GHz, 4 × 1.4 GHz)                        | 3 GB                   | 32 GB (Single SIM) 64 GB (Dual SIM)      | 5.0 Full HD 1080p           | 153 g    | 2620      | 4.2       | 802.11a/b/g/n/ac, dual-band, MIMO        | Rear: 23 MP Front: 13 MP                         | GSM, HSPA+, LTE                      |
| Tuba/SM10      |                                            | Xperia XA            | Kabini         | 2016–02 | 6.0, 7.0               | Mediatek MT6755, octa-core 64 bits (4 × 2.0 GHz, 4 × 1.0 GHz)               | 2 GB                   | 16 GB                                    | 5.0 HD 720p                 | 137.4 g  | 2300      | 4.1       | 802.11a/b/g/n, dual-band                 | Rear: 13 MP Front: 8 MP                          | GSM, HSPA+, LTE                      |
| Dora/PP10      | F8131 F8132                                | Xperia X Performance | Tone           | 2016–02 | 6.0.1, 7.0, 7.1.1, 8.0 | Snapdragon 820, quad core 64 bits (2 × 2.15 GHz, 2 × 1.6 GHz)               | 3 GB                   | 32 GB (Single SIM) 64GB (Dual SIM)       | 5.0 Full HD 1080p           | 164.4 g  | 2700      | 4.2       | 802.11a/b/g/n/ac, dual-band, MIMO        | Rear: 23 MP Front: 13 MP                         | GSM, HSPA+, LTE                      |
| Ukulele/SM20   |                                            | Xperia XA Ultra      | Kabini         | 2016–05 | 6.0, 7.0               | Mediatek MT6755, octa-core 64 bits (4 × 2.0 GHz, 4 × 1.0 GHz)               | 3 GB                   | 16 GB                                    | 6.0 Full HD 1080p           | 202 g    | 2700      | 4.1       | 802.11a/b/g/n, dual-band                 | Rear: 21.5 MP Front: 16 MP                       | GSM, HSPA+, LTE                      |
| Bassoon/SM30   |                                            | Xperia E5            | Mekong         | 2016–05 | 6.0                    | Mediatek MT6735, quad core 64 bits (4 × 1.3 GHz)                            | 1.5 GB                 | 16 GB                                    | 5.0 HD 720p                 | 147 g    | 2300      | 4.1       | 802.11a/b/g/n, dual-band, MIMO           | Rear: 13 MP Front: 5 MP                          | GSM, HSPA+, LTE                      |
| Kagura/PP30    | F8331 F8332                                | Xperia XZ            | Tone R2        | 2016–09 | 6.0.1, 7.0, 7.1.1, 8.0 | Snapdragon 820, quad core 64 bits (2 × 2.15 GHz, 2 × 1.6 GHz)               | 3 GB                   | 32 GB (Single SIM) 64GB (Dual SIM)       | 5.2 Full HD 1080p           | 161 g    | 2900      | 4.2       | 802.11a/b/g/n/ac, dual-band, MIMO        | Rear: 23 MP Front: 13 MP                         | GSM, HSPA+, LTE                      |
| Kugo/PS30      | F5321                                      | Xperia X Compact     | Loire 2H 1.0   | 2016–09 | 6.0.1, 7.0, 7.1.1, 8.0 | Snapdragon 650, hexa-core (2 × 1.8 GHz, 4 × 1.8 GHz)                        | 3 GB                   | 32 GB                                    | 4.6 HD 720p                 | 135 g    | 2700      | 4.2       | 802.11a/b/g/n/ac, dual-band, MIMO        | Rear: 23 MP Front: 5 MP                          | GSM, HSPA+, LTE                      |
| Keyaki/PF21    | G8231 G8232                                | Xperia XZs           | Tone R3        | 2017–02 | 7.1, 8.0               | Snapdragon 820, quad core 64 bits (2 × 2.15 GHz, 2 × 1.6 GHz)               | 4 GB                   | 32 GB (Single SIM) 64GB (Dual SIM)       | 5.2 Full HD 1080p           | 161 g    | 2900      | 4.2       | 802.11a/b/g/n/ac, dual-band, MIMO        | Rear: 19 MP Front: 13 MP                         | GSM, HSPA+, LTE                      |
| Maple/PF11     |                                            | Xperia XZ Premium    | Yoshino        | 2017–02 | 7.1, 8.0, 9.0          | Snapdragon 835, octa-core (4 × 2.45 GHz, 4 × 1.9 GHz)                       | 4 GB                   | 64GB UFS                                 | 5.5 4K HDR                  | 195 g    | 3230      | 5         | 802.11a/b/g/n/ac, dual-band, MIMO        | Rear: 19 MP Front: 13 MP                         | GSM, HSPA+, LTE                      |
| Hinoki/SM11    |                                            | Xperia XA1           | Mekong         | 2017–02 | 7.0, 8.0               | Mediatek MT6757, octa-core 64 bits (4 × 2.3 GHz, 4 × 1.6 GHz)               | 3 GB                   | 32 GB                                    | 5.0 HD 720p                 | 143 g    | 2300      | 4.2       | 802.11a/b/g/n, dual-band                 | Rear: 23 MP Front: 8 MP                          | GSM, HSPA+, LTE                      |
| Redwood/SM21   |                                            | Xperia XA1 Ultra     | Mekong         | 2017–02 | 7.0, 8.0               | Mediatek MT6757, octa-core 64 bits (4 × 2.3 GHz, 4 × 1.6 GHz)               | 4 GB                   | 32 GB (G3212, G3221, G3223) 64GB (G3226) | 6.0 Full HD 1080p           | 188 g    | 2700      | 4.2       | 802.11a/b/g/n dual-band                  | Rear: 23 MP Front: 16 MP                         | GSM, HSPA+, LTE                      |
| Pine/SM31      |                                            | Xperia L1            | Mekong         | 2017–03 | 7.0                    | Mediatek MT6737T, quad-core 64 bits (4 × 1.5 GHz)                           | 2 GB                   | 16GB                                     | 5.5 HD 720p                 | 180 g    | 2620      | 4.2       | 802.11a/b/g/n                            | Rear: 13 MP Front: 5 MP                          | GSM, HSPA+, LTE                      |
| Poplar/PF31    | G8341 G8342                                | Xperia XZ1           | Yoshino        | 2017–08 | 8.0, 9.0               | Snapdragon 835, octa-core (4 × 2.35 GHz, 4 × 1.9 GHz)                       | 4 GB                   | 64GB                                     | 5.2 FHD 1080p               | 156 g    | 2700      | 5         | 802.11a/b/g/n/ac, dual-band, MIMO        | Rear: 19 MP Front: 13 MP                         | GSM, HSPA+, LTE                      |
| Lilac/PF41     | G8441                                      | Xperia XZ1 Compact   | Yoshino        | 2017–08 | 8.0, 9.0               | Snapdragon 835, octa-core (4 × 2.35 GHz, 4 × 1.9 GHz)                       | 4 GB                   | 32GB                                     | 4.6 HD 720p                 | 143 g    | 2700      | 5         | 802.11a/b/g/n/ac, dual-band, MIMO        | Rear: 19 MP Front: 8 MP                          | GSM, HSPA+, LTE                      |
| Teak/SM11L     |                                            | Xperia XA1 Plus      | Mekong         | 2017–08 | 7.0, 8.0               | Mediatek MT6757, octa-core 64 bits (4 × 2.3 GHz, 4 × 1.6 GHz)               | 3/4 GB                 | 32 GB                                    | 5.5 Full HD 1080p           | 190 g    | 3430      | 4.2       | 802.11a/b/g/n, dual-band                 | Rear: 23 MP Front: 8 MP                          | GSM, HSPA+, LTE                      |
| sny_l2800_a02  |                                            | Xperia R1            | l2800_pcb/Alph | 2017–10 | 7.1.2                  | Snapdragon 430, octa-core 64 bits (8 × 1.4 GHz)                             | 2 GB                   | 16 GB                                    | 5.2 HD 720p                 | 154 g    | 2620      | 4.2       | 802.11b/g/n                              | Rear: 13 MP Front: 8 MP                          | GSM, HSPA+, LTE                      |
|                |                                            | Xperia R1 Plus       | l2800_pcb/Alph | 2017–10 | 7.1.2                  | Snapdragon 430, octa-core 64 bits (8 × 1.4 GHz)                             | 3 GB                   | 32 GB                                    | 5.2 HD 720p                 | 154 g    | 2620      | 4.2       | 802.11b/g/n                              | Rear: 13 MP Front: 8 MP                          | GSM, HSPA+, LTE                      |
| Ranger/SM32    |                                            | Xperia L2            | Alps           | 2018-01 | 7.1.1                  | Mediatek MT6737T, quad-core 64 bits (4 × 1.5 GHz)                           | 3 GB                   | 32 GB                                    | 5.5 HD 720p                 | 178 g    | 3300      | 4.2       | 802.11a/b/g/n                            | Rear: 13 MP Front: 8 MP                          | GSM, HSPA+, LTE                      |
| Pioneer/SM12   | H3113 H4113                                | Xperia XA2           | Nile           | 2018-01 | 8.0, 9.0               | Snapdragon 630, octa-core (2.2 GHz + 1.8 GHz Cortex-A53)                    | 3 GB                   | 32 GB                                    | 5.2 Full HD 1080p           | 171 g    | 3300      | 5         | 802.11a/b/g/n                            | Rear: 23 MP Front: 8 MP                          | GSM, HSPA+, LTE                      |
| Discovery/SM22 | H3213 H4213                                | Xperia XA2 Ultra     | Nile           | 2018-01 | 8.0, 9.0               | Snapdragon 630, octa-core (2.2 GHz + 1.8 GHz Cortex-A53)                    | 4 GB                   | 32/64 GB                                 | 6.0 Full HD 1080p           | 221 g    | 3580      | 5         | 802.11a/b/g/n                            | Rear: 23 MP Front: 16 + 8 MP                     | GSM, HSPA+, LTE                      |
| Akari/PF22     | H8216 H8266 H8276 H8296 SO-03K SOV37 702SO | Xperia XZ2           | Tama           | 2018-02 | 8.0, 9.0, 10.0         | Snapdragon 845, octa-core (4 ×2.8 GHz + 4 ×1.8 GHz)                         | 4/6 GB                 | 64 GB                                    | 5.7 Full HD+ 1080p          | 198 g    | 3180      | 5         | 802.11a/b/g/n/ac, dual-band, MIMO        | Rear: 19 MP Front: 5 MP                          | GSM, HSPA+, LTE                      |
| Apollo/PF32    | H8314 H8324 SO-05K                         | Xperia XZ2 Compact   | Tama           | 2018-02 | 8.0, 9.0, 10.0         | Snapdragon 845, octa-core (4 ×2.8 GHz + 4 ×1.8 GHz)                         | 4 GB                   | 64 GB                                    | 5.0 Full HD+ 1080p          | 168 g    | 2870      | 5         | 802.11a/b/g/n/ac, dual-band, MIMO        | Rear: 19 MP Front: 5 MP                          | GSM, HSPA+, LTE                      |
| Aurora/PF12    | H8116 H8166 SO-04K SOV38                   | Xperia XZ2 Premium   | Tama           | 2018-04 | 8.0, 9.0, 10.0         | Snapdragon 845, octa-core (4 ×2.8 GHz + 4 ×1.8 GHz)                         | 6 GB                   | 64 GB                                    | 5.8 4K HDR                  | 236 g    | 3540      | 5         | 802.11a/b/g/n/ac, dual-band, MIMO        | Rear: 19 MP + 12 MP Front: 13 MP                 | GSM, HSPA+, LTE                      |
| Voyager/SM32   | H3413 H4413 H4493                          | Xperia XA2 Plus      | Nile           | 2018-07 | 8.0, 9.0               | Snapdragon 630, octa-core (2.2 GHz + 1.8 GHz Cortex-A53)                    | 4/6 GB                 | 32/64 GB                                 | 6.0 Full HD+ 1080p          | 204 g    | 3580      | 5         | 802.11a/b/g/n                            | Rear: 23 MP Front: 8 MP                          | GSM, HSPA+, LTE                      |
| Akatsuki/PF42  | H8416 H9436 H9493 SO-01L SOV39 801SO       | Xperia XZ3           | Tama           | 2018-08 | 9.0, 10.0              | Snapdragon 845, octa-core (4 ×2.8 GHz + 4 ×1.8 GHz)                         | 4/6 GB                 | 64GB                                     | 6.0 QHD+ P-OLED             | 193 g    | 3330      | 5         | 802.11a/b/g/n/ac, dual-band, MIMO        | Rear: 19 MP Front: 13 MP                         | GSM, HSPA+, LTE                      |
| Dragon/SM33    | I3312 I4312 I4332                          | Xperia L3            | Huaihe         | 2019-02 | 8.0                    | MediaTek MT6762, octa-core (2.0 GHz Cortex-A53)                             | 3 GB                   | 32 GB                                    | 5.7 HD 720p IPS LCD         | 156 g    | 3300      | 5         | 802.11a/b/g/n, dual-band                 | Rear: 13 MP + 2 MP Front 8 MP                    | GSM, HSPA+, LTE                      |
| Kirin/SM13     | I3113 I3123 I4113 I4193                    | Xperia 10            | Ganges         | 2019-02 | 9.0                    | Snapdragon 630, octa-core (2.2 GHz Cortex-A53)                              | 3 GB 4 GB (China only) | 64 GB                                    | 6.0 Full HD+ 1080p IPS LCD  | 162 g    | 2870      | 5         | 802.11a/b/g/n/ac, dual-band              | Rear: 13 MP + 5 MP Front 8 MP                    | GSM, HSPA+, LTE                      |
| Mermaid/SM23   | I3213 I3223 I4213 I4293                    | Xperia 10 Plus       | Ganges         | 2019-02 | 9.0                    | Snapdragon 636, octa-core (1.8 GHz Kryo 260)                                | 4 GB 6 GB (China only) | 64 GB                                    | 6.5 Full HD+ 1080p IPS LCD  | 180 g    | 3000      | 5         | 802.11a/b/g/n/ac, dual-band              | Rear: 12 MP + 8 MP Front 8 MP                    | GSM, HSPA+, LTE                      |
| Griffin/PF13   | J8110 J8170 J9110 J9150 SO-03L SOV40 802SO | Xperia 1             | Kumano         | 2019-05 | 9.0, 10.0              | Snapdragon 855, octa core (1 ×2.84 GHz + 3 ×2.42 GHz + 4 ×1.8 GHz Kryo 485) | 6 GB                   | 64/128 GB                                | 6.5 4K HDR OLED             | 178 g    | 3330      | 5         | 802.11 a/b/g/n/ac, dual-band, MIMO       | Rear: 12 MP + 12 MP + 12 MP Front 8 MP           | GSM, HSPA+, LTE                      |
| Houou          | J3173 SO-02L                               | Xperia Ace           | Ganges         | 2019-06 | 9.0                    | Snapdragon 630, octa-core (2.2 GHz Cortex-A53)                              | 4 GB                   | 64 GB                                    | 5.0 Full HD+ IPS LCD        | 154 g    | 2700      | 5         | 802.11a/b/g/n/ac, dual-band              | Rear: 12 MP Front 8 MP                           | GSM, HSPA+, LTE                      |
| Bahamut        | J8210 J8270 J9210 SO-01M SOV41 901SO       | Xperia 5             | Kumano         | 2019-09 | 9.0, 10.0              | Snapdragon 855, octa core (1 ×2.84 GHz + 3 ×2.42 GHz + 4 ×1.8 GHz Kryo 485) | 6 GB                   | 128 GB                                   | 6.1 Full HD+ 1080p HDR OLED | 164 g    | 3140      | 5         | 802.11 a/b/g/n/ac, dual-band, MIMO       | Rear: 12 MP + 12 MP + 12 MP Front 8 MP           | GSM, HSPA+, LTE                      |
| Himiko         | SOV42 902SO                                | Xperia 8             | Ganges         | 2019-10 | 9.0                    | Snapdragon 630, octa-core (2.2 GHz Cortex-A53)                              | 4 GB                   | 64 GB                                    | 6.0 Full HD+ 1080p IPS LCD  | 170 g    | 2760      | 5         | 802.11a/b/g/n/ac, dual-band              | Rear: 12 MP + 8 MP Front 8 MP                    | GSM, HSPA+, LTE                      |
|                |                                            | Xperia L4            |                |         | 9.0                    | MediaTek MT6762, octa-core (2.0 GHz Cortex-A53)                             | 3 GB                   | 64 GB                                    | 6.2 HD 720p IPS LCD         | 178 g    | 3580      | 5         | 802.11a/b/g/n, dual-band                 | Rear: 13 MP + 5 MP + 2 MP Front 8 MP             | GSM, HSPA+, LTE                      |
|                |                                            | Xperia 1 II          |                | 2020-02 | 10                     | Snapdragon 865                                                              | 8 GB                   | 256 GB                                   | 6.5 4K HDR OLED             | 181g     | 4000      | 5.1       | 802.11a/b/g/n/ac/ax, dual-band, MIMO 2x2 | Rear: 12 MP + 12 MP + 12 MP + 3D iToF Front 8 MP | GSM, HSPA+, LTE, 5G sub-6            |
|                |                                            | Xperia 10 II         |                | 2020-02 | 10                     | Snapdragon 665                                                              | 4 GB                   | 128 GB                                   | 6.0 Full HD+OLED            | 151g     | 3600      | 5.0       | 802.11a/b/g/n/ac, dual-band              | Rear: 12 MP + 8 MP + 8 MP Front 8 MP             | GSM, HSPA+, LTE                      |
|                |                                            | Xperia PRO           |                | 2020-02 | 10                     | Snapdragon 865                                                              | 8 GB                   | 512 GB                                   | 6.5 4K HDR OLED             | Unknown  | 4000      | 5.1       | 802.11a/b/g/n/ac/ax, dual-band, MIMO 2x2 | Rear: 12 MP + 12 MP + 12 MP + 3D iToF Front 8 MP | GSM, HSPA+, LTE, 5G mmWave, 5G sub-6 |

### Máy tính bảng
| Tên mã                | Tên thị trường           | Ngày ra mắt | Phiên bản Android       | Vi xử lý                                               | RAM  | ROM         | Hiển thị      | Trọng lượng | Pin (mAh) | Bluetooth | Wi-Fi                       | Máy ảnh                     |
| --------------------- | ------------------------ | ----------- | ----------------------- | ------------------------------------------------------ | ---- | ----------- | ------------- | ----------- | --------- | --------- | --------------------------- | --------------------------- |
| Tsx03                 | Xperia Tablet S          | 09-2012     | 4.0                     | 1.3 GHz Nvidia Tegra 3 T30L, lõi tứ                    | 1 GB | 16/32/64 GB | 9.4" WXGA     | 570 g       | 6000      | 3.0       | 802.11a/b/g/n               | Chính: 8 MP Trước: 1 MP     |
| Pollux                | Xperia Tablet Z          | 03-2013     | 4.1 / 4.4 / 5.0(sắp có) | 1.5 GHz Qualcomm Snapdragon S4 Pro APQ8064, lõi tứ     | 2 GB | 16/32 GB    | 10.1" WUXGA   | 495 g       | 6000      | 4.0       | 802.11b/g/n, dual-band      | Chính: 8.1 MP Trước: 2.2 MP |
| Castor                | Xperia Z2 Tablet         | 2014-03     | 4.4 / 5.0(sắp có)       | 2.3 GHz Qualcomm MSM8974AB Snapdragon 801 8974, lõi tứ | 3 GB | 16/32 GB    | 10.1" WUXGA   | 426 g       | 6000      | 4.0       | 802.11b/g/n, dual-band      | Chính: 8.1 MP Trước: 2.2 MP |
| Pegasus hoặc Scorpion | Xperia Z3 Tablet Compact | 2014-10     | 4.4 / 5.0(sắp có)       | 2.5 GHz Qualcomm MSM8974AC Snapdragon 801 8974, lõi tứ | 3 GB | 16 GB       | 8" TFT LCD    | 270 g       | 4500      | 4.0       | 802.11a/b/g/n/ac, dual-band | Chính: 8.1 MP Trước: 2.2 MP |
| —                     | Xperia Z4 Tablet         | 2015-06     | 5.0                     | 2 GHz Qualcomm Snapdragon 810, 64-bit tám nhân         | 3 GB | 32 GB       | 10.1" TFT LCD | 389 g       | 6000      | 4.1       | 802.11a/b/g/n/ac, dual-band | Chính: 8.1 MP Trước: 5.1 MP |